# Deltastraling

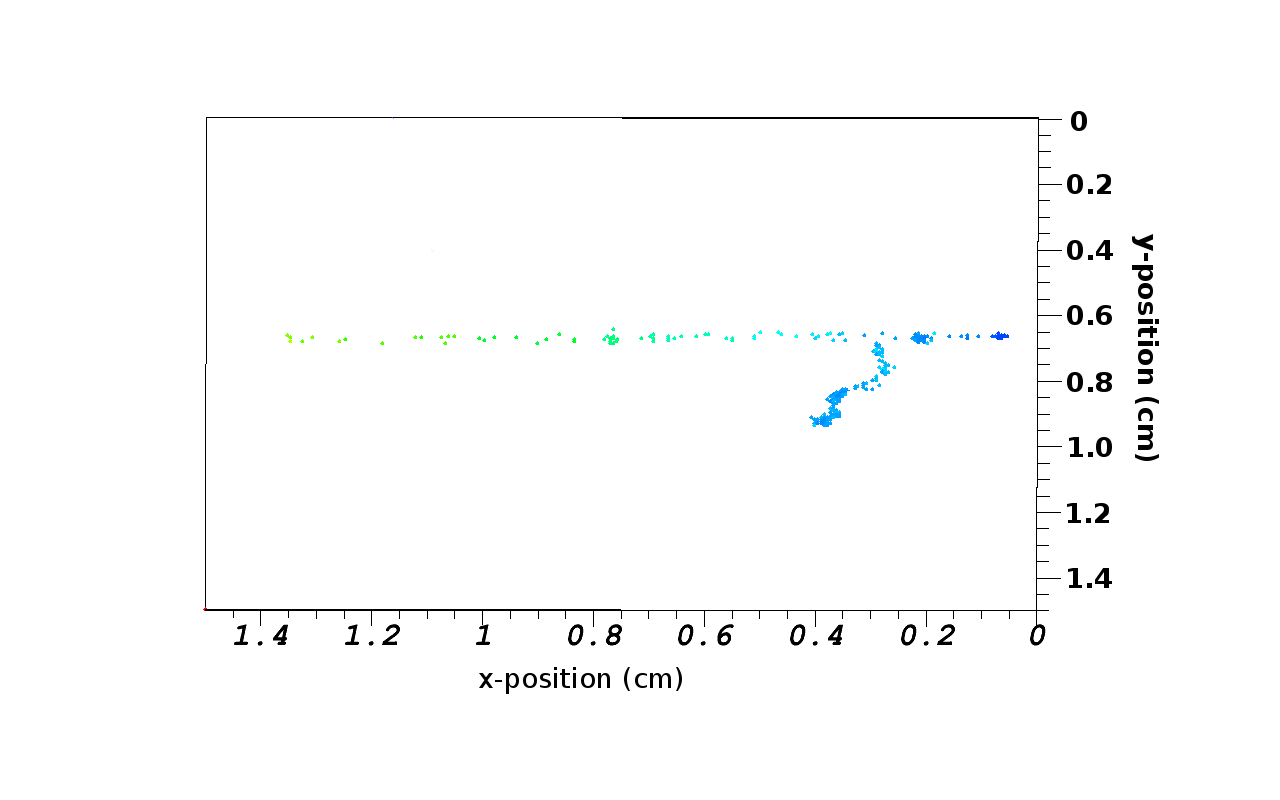
Proefondervindelijk waargenomen deltastraling

Deltastraling (δ-straling) is een secundaire elektronenstraling, die ontstaat door de inwerking van primaire bètastraling op omliggende atomen.
De deltastraling is een deeltjesstraling, evenals de alfastraling (α-straling), de bètastraling (β-straling) en de neutronenstraling.